# 松日
松日（法語：Songy，法語發音：[sɔ̃ʒi]）是法国马恩省的一个市镇，位于该省东南部，属于维特里勒弗朗索瓦区。

## 地理
松日（48°48'8"N, 4°30'1"E）面积15.06 平方千米，位于法国大東部大區马恩省，该省份为法国东北部内陆省份，北起阿登省，西北接埃纳省，西南接塞纳-马恩省，南至奥布省，东南接上马恩省，东临默兹省。
与松日接壤的市镇（或旧市镇、城区）包括：圣马丹欧尚、阿布朗库尔、谢普拉普赖里、福-韦西尼厄勒、普兰日、苏朗日。

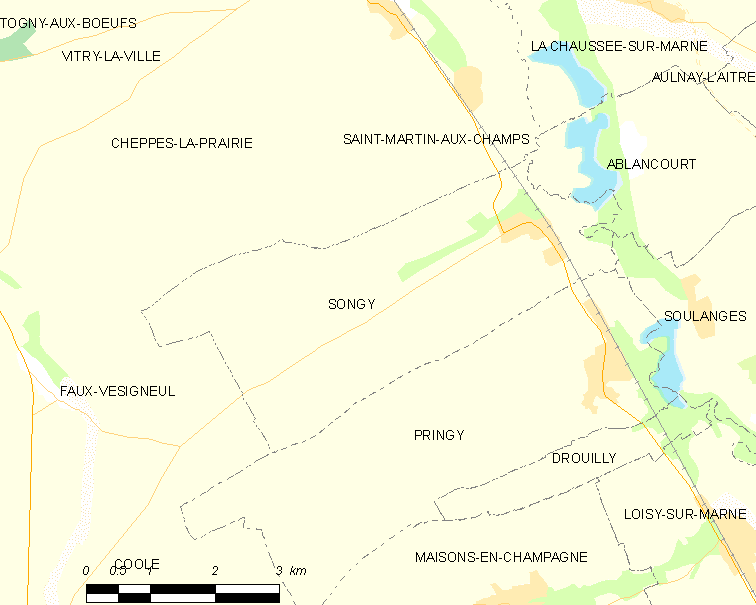
松日的OSM定位图

松日的时区为UTC+01:00、UTC+02:00（夏令时）。

## 行政
松日的邮政编码为51240，INSEE市镇编码为51552。

## 政治
松日所属的省级选区为维特里勒弗朗索瓦-香槟-代尔县。

## 人口

1962-2008年间松日人口变化图示

松日于2022年1月1日时的人口数量为267人。